# Gwinea na Letnich Igrzyskach Olimpijskich 2016
Gwineę na Letnich Igrzyskach Olimpijskich 2016 w Rio de Janeiro reprezentowało pięciu zawodników. Był to 11. start reprezentacji Gwinei na letnich igrzyskach olimpijskich.

## Lekkoatletyka
| Zawodnik/Zawodniczka   | Konkurencja            | Runda 1  | Runda 1 | Runda 2  | Runda 2 | Półfinał | Półfinał | Finał    | Finał   |
| Zawodnik/Zawodniczka   | Konkurencja            | Rezultat | Pozycja | Rezultat | Pozycja | Rezultat | Pozycja  | Rezultat | Pozycja |
| ---------------------- | ---------------------- | -------- | ------- | -------- | ------- | -------- | -------- | -------- | ------- |
| Mohamed Lamine Dansoko | Bieg na 100 m mężczyzn | 11,05    | 13.     | NQ       | NQ      | NQ       | NQ       | NQ       | NQ      |
| Makoura Keita          | Bieg na 100 m kobiet   | 12,66    | 14.     | NQ       | NQ      | NQ       | NQ       | NQ       | NQ      |

## Judo
| Zawodniczka       | Konkurencja   | 1/16                         | 1/8              | Ćwierćfinały     | Półfinały        | Repesaż 1        | Repesaż 2        | Repesaż 3        | Finał            | Pozycja |
| Zawodniczka       | Konkurencja   | Przeciwnik Wynik             | Przeciwnik Wynik | Przeciwnik Wynik | Przeciwnik Wynik | Przeciwnik Wynik | Przeciwnik Wynik | Przeciwnik Wynik | Przeciwnik Wynik | Pozycja |
| ----------------- | ------------- | ---------------------------- | ---------------- | ---------------- | ---------------- | ---------------- | ---------------- | ---------------- | ---------------- | ------- |
| Mamadama Bangoura | -63 kg kobiet | Estefania Garcia P 0s4-100s3 | NQ               | NQ               | NQ               | NQ               | NQ               | NQ               | NQ               | 17.-32. |

## Pływanie
| Zawodniczka/Zawodnik | Konkurencja                | Eliminacje | Eliminacje | Półfinał | Półfinał | Finał | Finał   |
| Zawodniczka/Zawodnik | Konkurencja                | Czas       | Miejsce    | Czas     | Miejsce  | Czas  | Miejsce |
| -------------------- | -------------------------- | ---------- | ---------- | -------- | -------- | ----- | ------- |
| Mariama Djoulde Sow  | 50 m st. dowolnym kobiet   | 39,85      | 87.        | NQ       | NQ       | NQ    | NQ      |
| Amadou Camara        | 50 m st. dowolnym mężczyzn | 27,35      | 78.        | NQ       | NQ       | NQ    | NQ      |